# 1349
Évszázadok: 13. század – 14. század – 15. század
Évtizedek: 1290-es évek – 1300-as évek – 1310-es évek – 1320-as évek – 1330-as évek – 1340-es évek – 1350-es évek – 1360-as évek – 1370-es évek – 1380-as évek – 1390-es évek
Évek: 1344 – 1345 – 1346 – 1347 –  1348 – 1349 – 1350 – 1351 – 1352 – 1353 – 1354

## Események
- január 30. – Schwarzburgi Günthert német ellenkirállyá választják (még ez évben május 24-én lemond).
- október 8. – II. Károly navarrai király (III. Fülöp és II. Johanna fia) trónra lépése (1387-ig uralkodik).
- október 20. – VI. Kelemen pápa kiadja bulláját, melyben megbélyegzi a flagellánsokat.
- november 8. – I. (Nagy) Lajos király hűtlenségi pert indít Bátori András erdélyi püspök ellen
- december 22. – I. Mihály trapezunti császárt I. Baszileiosz fia, III. Alexiosz követi a trónon, miközben 1354-ig az anyja, Trapezunti Irén tölti be a társrégensi tisztet kiskorú fia helyett (1390-ig uralkodik).
- I. Lajos magyar király újabb sereget küld Nápolyba Lackfi Endre vezetésével. A sereg Trojánál legyőzi Tarantói Lajos seregét, de később csak a keleti partvidék marad ellenőrzése alatt.
- I. Fülöp burgundi herceg (V. Hugó fia) trónra lépése (1361-ig uralkodik).
- Pestis-járvány (mirigypestis) tör ki Norvégiában, amikor egy angol hajó befut Bergen városába (fedélzetén mindenki halott volt).

## Születések
- szeptember 9. – III. Albert osztrák herceg († 1395)

## Halálozások
- június 14. – Schwarzburgi Günther (* 1304)
- szeptember 7. – Luxemburgi Margit magyar királyné (* 1335)
- október 8. – II. Johanna navarrai királynő (* 1311)
- V. Edó burgundi herceg

## Egyéb
1349 egy norvég black metal együttes neve is (Norvégiában 1349-ben tört ki a pestisjárvány, innen az együttes neve).